# Elena Kruglova
Elena Evgen'evna Kruglova (in russo Елена Евгеньевна Круглова?; Ivanovo, 22 marzo 1962) è un'ex nuotatrice sovietica, dal 1992 russa.

## Carriera
Ha fatto parte della staffetta che vinse la medaglia di bronzo nella 4x100m misti alle Olimpiadi di Mosca 1980.

## Palmarès
- Giochi olimpici estivi

Mosca 1980: bronzo nella 4x100m misti.
- Mondiali

Berlino 1978: bronzo nella 4x100m misti.